# Mawei
För andra betydelser, se Mawei (olika betydelser).
Mawei är ett stadsdistrikt i provinshuvudstaden Fuzhou i provinsen Fujian i sydöstra Kina.  
Mawei är indelat i ett stadsdelsdistrikt och tre köpingar.
Stadsdelsdistrikt (jiedao):

- Luoxing (罗星街道)

Köpingar (zhen):

- Langqi (琅岐镇)
- Mawei (马尾镇)
- Tingjiang (亭江镇)